# Immeuble de la cour Canel
L'Immeuble de la cour Canel est un monument de la ville de Pont-Audemer dans l'Eure.

## Localisation
La maison est située 62 rue de la République à Pont-Audemer.

## Histoire
C'est une bâtisse datée du Moyen-Âge et de la deuxième moitié du XVIe siècle, agrandie au XVIIIe siècle et restaurée après un incendie.
Les façades et les toitures sont inscrites au titre des monuments historiques depuis le 8 janvier 1998.